# Sabil-Kuttab de Katkhuda
Sabil-Kuttab d'Abd al-Rahman Katkhuda (arabe : سبيل وكتاب عبدالرحمن كتخدا ) est un monument historique situé dans le quartier historique du Caire, en Égypte. Il comprend une fontaine publique ou sabil, une école coranique élémentaire ou kuttab et une aile résidentielle adjacente. Excellent exemple de l'architecture égyptienne de son époque, il a été commandé en 1744 par Abd al-Rahman Katkhuda, un fonctionnaire local qui était un éminent mécène de l'architecture .

## Aperçu historique
Sabil-Kuttab de Katkhuda est un monument important du Caire, situé dans la rue Al-Muizz . Construit en 1744 de notre ère, il porte le nom de son patron, un émir (prince) mamelouk et chef des janissaires égyptiens, décédé en 1776. Il a fait beaucoup de travail au Caire, y compris le développement de l'université et de la mosquée Al-Azhar. Il a également reconstruit le dôme de la mosquée Qala'un après un tremblement de terre en Égypte.
Les sabils et les kuttabs étaient presque partout dans le vieux Caire islamique à l'époque mamelouke et ottomane. Les Sabils sont des installations fournissant gratuitement de l'eau fraîche aux personnes assoiffées de passage. Les Kuttabs sont des écoles élémentaires primitives qui apprennent aux enfants à lire et à écrire.
Le Sabil-Kuttab a été construit dans le style égyptien mamelouk qui a continué à dominer tous les styles de tels bâtiments même après la conquête ottomane en 1517. L'architecture de cette époque était si délicate que même des installations simples comme les sabils étaient conçues comme des œuvres d'art.

## Architecture

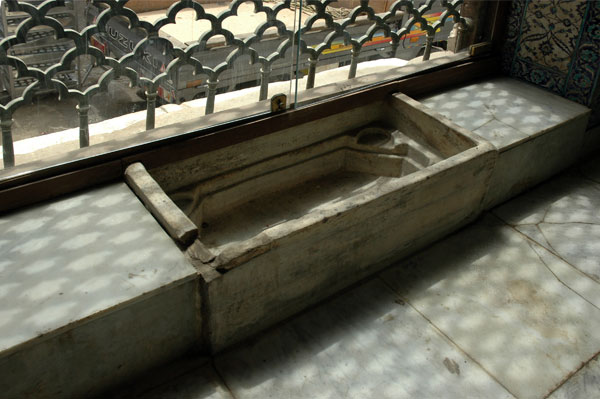
Le comptoir à l'intérieur de la salle du sabil où les préposés distribuaient de l'eau aux passants à l'extérieur

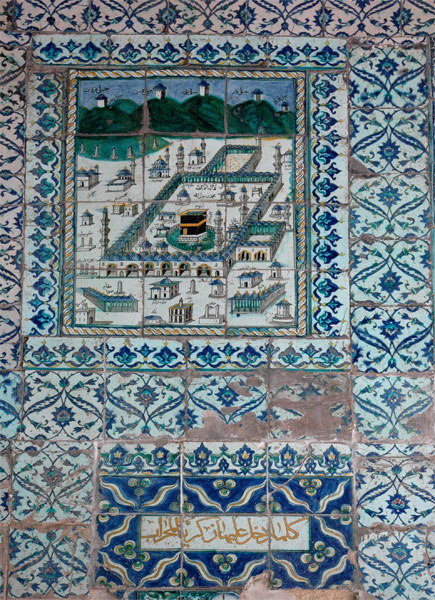
Carreaux ottomans à l'intérieur de la salle du sabil, dont une illustration de la Grande Mosquée de La Mecque

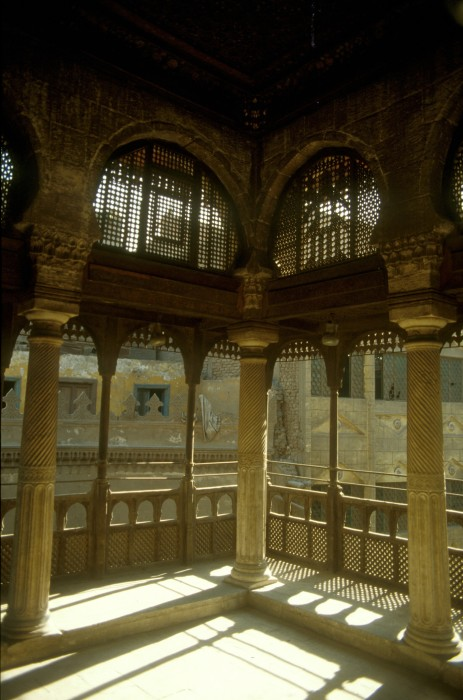
La salle kuttab à l'étage supérieur

Le Sabil-Kuttab a été construit pour bénéficier d'une belle perspective et d'une visibilité optimale dans la rue Al-Muizz. Ceci a été réalisé en le construisant avec trois côtés indépendants.
Le bâtiment se compose de deux parties principales. La partie sud s'élève sur deux étages et comprend le sabil et le kuttab, d'où elle tire son nom. 
Sabil est un mot arabe désignant le lieu ou le bâtiment qui offre de l'eau potable fraîche gratuitement aux passants ou à quiconque en fait la demande. 
Un kuttab est un lieu qui dispense une éducation élémentaire aux enfants. Ces lieux, très répandus dans l'ancienne Égypte islamique existent toujours dans certaines mosquées, pour enseigner le Coran aux enfants.
La partie nord du bâtiment n'est pas protégée et est maintenant utilisée comme appartements d'habitation. 
Le bâtiment est ouvert sur trois côtés et est construit en pierres grises et blanches, incrustées de reliefs en marbre. Des piliers sont encastrés aux coins de l'immeuble, qui est également orné de carreaux.
L'entrée du Sabil présente des écrits artistiques qui sont des versets du Coran sur "Ahl Al-Kahf ". Cette pratique est courante dans les bâtiments de Katkhuda.
Le kuttab est situé au deuxième étage et est composé de cinq colonnes de marbre soutenant un toit peint. Les fenêtres sont en bois et présentent un élégant geste architectural. Ce type de fenêtre est appelé « mashrabeyya », caractéristique de presque tous les bâtiments du Caire islamique. La porte et les placards sont en bois et sont sculptés et peints.
La structure se trouve sur un site triangulaire formé par la division de la rue Al-Muizz en deux branches. Elle sert de point de mire pour cet axe majeur, en particulier pour ceux qui s'en approchent depuis les monuments des Qalawunides dans le quartier de Bayn al-Qasrayn.
Les trois côtés du bâtiment (nord, sud et ouest) sont symétriques, parfaitement identiques et de même longueur. Chacun contient toute l'interface pour contenir la moitié de la circulaire basée sur deux colonnes de marbre. Au milieu de la structure semi-circulaire se trouve une large ouverture qui contient les tasses à boire. L'ouverture est recouverte d'un treillis en cuivre au design unique avec des trous permettant le passage des coupelles entre les trous.
L'entrée du Sabil mène à un petit couloir desservant trois portes. La première, à droite, mène au réservoir de stockage d'eau ; la seconde , à gauche, mène à une salle avec des ouvertures d'où les gens peuvent boire (le sabil) ; la troisième, face à l'entrée, mène aux escaliers du kuttab . Les dimensions horizontales de la salle sabil sont de 4,0 x 3,5 mètres.
La salle kuttab est située au deuxième étage et a les mêmes dimensions que la salle sabil avec trois fenêtres chacune appelées mashrabeyya.

## Voir également
Liste des monuments historiques du Caire